# Église Saint-Pierre de Vimory
Pour les articles homonymes, voir Église Saint-Pierre.
L’église Saint-Pierre est une église catholique située à Vimory, en France.

## Localisation
L'église est située dans le département français du Loiret, sur la commune de Vimory.

## Historique
L'édifice est inscrit au titre des monuments historiques en 1925.

## Pour approfondir